# Alejandro Sagarduy Sarriá
Alejandro Sagarduy Sarriá (Erandio, Vizcaya, 7 de mayo de 1961 - Cartagena, Región de Murcia, 30 de noviembre de 2018), conocido como Jabato Sagarduy, fue un futbolista español.

## Biografía
Alejandro nació en la localidad vizcaína de Erandio un 7 de mayo de 1961, llegó a Cartagena para cumplir el servicio militar en 1981 y ya se quedaría para siempre en la ciudad portuaria tras conocer a Mari Carmen, la que ha sido durante todos estos años su abnegada e inseparable esposa, y en la que siempre se ha apoyado y junto a la que tuvo dos hijos.

Sagarduy, conocido con el sobrenombre de "El Jabato" por ser un centrocampista “de garra”, fue diagnosticado en el año 2007 de cáncer renal extirpándole el riñón. Tres años más tarde fue diagnosticado de una metástasis hepática por la cual pasaría por quirófano hasta un total de cinco ocasiones.

Durante once años luchó contra esta enfermedad con la misma fortaleza que le caracterizaba dentro del campo, no teniendo evidencia de la enfermedad actualmente, logrando así vencer esta lucha.

La mala suerte quiso que una complicación con su tratamiento para esta enfermedad acabara con su vida.

Afrontó todos estos años de lucha con la sonrisa que le caracterizaba, que no abandonó ni en los momentos más oscuros y de la que todos los que tuvieron el placer de conocerle siempre se acordarán.

### Como jugador
Como jugador debutó a la corta edad de 16 años, en la temporada 76/77 en el Sociedad Deportiva Erandio Club, club de su ciudad natal, ascendiendo tres temporadas más tarde (1980/81) a 2ª División B.

En este mismo año, “tras unas campañas notables, ofreciendo un rendimiento excelente al Erandio Club, se traspasó al jugador Sagarduy al Salamanca. (Aupa el Erandio, que es de Erandio. Historia de un Centenario. 1915-2015. Agosto 2015)”.

También durante esa temporada se trasladaría a Cartagena para cumplir el servicio militar en el Tercio de Levante, Infantería de Marina. 
En la ciudad portuaria, y siendo cedido por el Salamanca, comenzó su andadura cartagenera fichando un año después en el F.C. Cartagena, club en el que jugó durante dieciséis años, haciendo un paréntesis de dos años durante los que jugó en el Orihuela Deportiva ascendiendo con este equipo a 2ª División A, retornando tras estos dos años al Cartagena, el cual sería el club que le hizo sentir como en casa.

### Récords profesionales
Sagarduy fue el segundo jugador con más partidos jugados en el Cartagena F.C. en 2ª División con 211 partidos durante 6 temporadas, además de ser el jugador que ocuparía el décimo puesto entre los máximos goleadores del fútbol cartagenero en un hipotético ranking, con un total de 67 goles.

Jugó durante doce temporadas en el Cartagena, haciendo un paréntesis de dos temporadas que disputó en el Orihuela Deportiva donde consiguió el ascenso a 2ª División.

Hubo temporadas en las que juagaba varios campeonatos: Liga, Copa de la Liga, Campeonato Sub-23, Copa del Rey.
| TEMPORADA         | PARTIDOS JUGADOS | GOLES    |
| ----------------- | ---------------- | -------- |
| Temporada 1981/82 | 59 partidos      | 13 goles |
| Temporada 1982/83 | 54 partidos      | 7 goles  |
| Temporada 1983/84 | 37 partidos      | 3 goles  |
| Temporada 1984/85 | 49 partidos      | 6 goles  |
| Temporada 1985/86 | 41 partidos      | 2 goles  |
| Temporada 1986/87 | 53 partidos      | 2 goles  |
| Temporada 1987/88 | 47 partidos      | 1 gol    |
| Temporada 1988/89 | 54 partidos      | 13 goles |
| Temporada 1991/92 | 57 partidos      | 5 goles  |
| Temporada 1992/93 | 50 partidos      | 7 goles  |
| Temporada 1993/94 | 51 partidos      | 5 goles  |
| Temporada 1994/95 | 40 partidos      | 3 goles  |
|                   | 592 partidos     | 67 goles |

En agosto de 1995 el Cartagena descendió a Tercera División, y Alejandro Sagarduy pasó a formar parte del nuevo equipo llamado Cartagonova F.C., actual Fútbol Club Cartagena.

En este nuevo club jugó 115 partidos durante cuatro temporadas.
| TEMPORADA         | PARTIDOS JUGADOS | GOLES   |
| ----------------- | ---------------- | ------- |
| Temporada 1995/96 | 29 partidos      | 5 goles |
| Temporada 1996/97 | 43 partidos      |         |
| Temporada 1997/98 | 35 partidos      |         |
| Temporada 1998/99 | 8 partidos       | 1 gol   |
|                   | 115 partidos     | 6 goles |

Sumando estos 115 partidos a los 592 anteriores se convierte en el jugador del futbol cartagenero que más partidos ha defendido los colores del club blanquinegro en 707 ocasiones.

Terminó su carrera profesional disputando un partido amistoso contra el Bayern de Múnich el día 19 de enero de 1999, junto a jugadores de la talla de Oliver Kahn, Stefan Effenberg y Lothar Matthäus, entre otros.

### Reconocimientos
- Insignia de Oro de la Federación Murciana
- Insignia de Oro del Cartagena F.C.
- Insignia de Oro del F.C. Cartagena
- Insignia de Oro y brillante del F.C. Cartagena
- 1988 - Premio al mejor jugador cartagenero
- 2010 – Gala Sportcartagena
- Mayo 2016 - XXXIV Premios al Deporte Cartagenero, Mención Especial
- 2018 - Medalla de Oro Cartagena por la Caridad
- Actualidad: el Pleno del Ayuntamiento de Cartagena ha aprobado la moción para que la puerta 1-21 del estadio Cartagonova lleve su nombre.